# Municipio de Sugar Creek (Kansas)
El municipio de Sugar Creek (en inglés: Sugar Creek Township) es un municipio ubicado en el condado de Miami en el estado estadounidense de Kansas. En el año 2010 tenía una población de 474 habitantes y una densidad poblacional de 4,67 personas por km².

## Geografía
El municipio de Sugar Creek se encuentra ubicado en las coordenadas 38°27′15″N 94°38′58″O / 38.45417, -94.64944. Según la Oficina del Censo de los Estados Unidos, el municipio tiene una superficie total de 101.58 km², de la cual 100,13 km² corresponden a tierra firme y (1,43 %) 1,45 km² es agua.

## Demografía
Según el censo de 2010, había 474 personas residiendo en el municipio de Sugar Creek. La densidad de población era de 4,67 hab./km². De los 474 habitantes, el municipio de Sugar Creek estaba compuesto por el 97,47 % blancos, el 0,84 % eran amerindios, el 0,21 % eran de otras razas y el 1,48 % eran de una mezcla de razas. Del total de la población el 2,32 % eran hispanos o latinos de cualquier raza.